# 水野甚次郎 (5代)

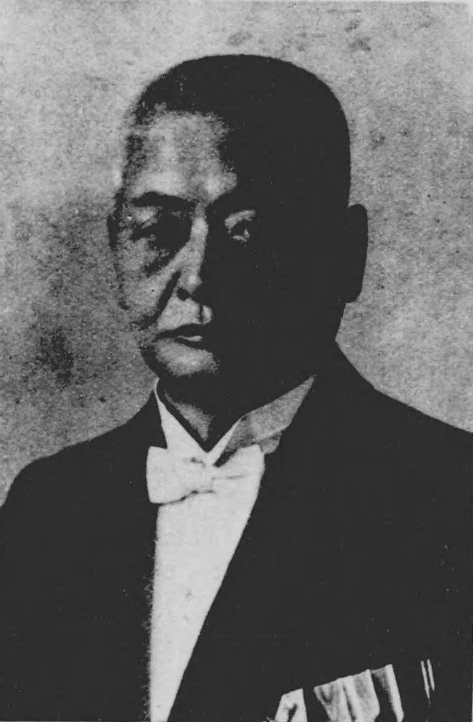
水野甚次郎

5代 水野 甚次郎（みずの じんじろう、前名・恭造、1881年（明治14年）3月2日 - 1958年（昭和33年）8月12日）は、日本の実業家、政治家、広島県多額納税者。貴族院議員、広島県呉市長。呉商工会議所顧問。水野組（現五洋建設）、水野造船所各会長。

## 人物
広島県出身。先代甚次郎の長男。東京物理学校（現東京理科大学）で学んだ。1906年（明治39年）以降、土木建築請負業を経営。1920年（大正9年）呉市会議員当選し2期在任。1926年、市会議長に就任する。1927年（昭和2年）水野土地合資会社を創立、無限責任社員となる。
1928年（昭和3年）家督を相続し、恭造を改め襲名する。1929年（昭和4年）合名会社水野組を創立、代表社員となる。1932年（昭和7年）市会議長に就任。同年、広島県多額納税者として貴族院議員に互選され、同年9月29日に就任し、交友倶楽部に所属し1946年（昭和21年）12月6日まで在任。1933年（昭和8年）呉商工会議所顧問。1937年（昭和12年）5月、呉市長に就任し、1941年（昭和16年）5月に再選され、同年12月まで在任。戦後、1946年（昭和21年）1月、呉市長に再選され、同年11月まで在任し、あわせて3度呉市長をつとめた。その後、公職追放となる。
趣味は旅行。宗教は真宗。主義主張は民主主義、鉄筋コンクリート住宅建設、電化日本、婦人教育の高揚。住所は広島県呉市宮原通、東京都港区芝南佐久間町。

## 家族・親族
水野家
- 祖父・甚次郎（売薬業、医師）
- 父・甚次郎（1858年 - 1928年、広島県多額納税者、請負業）[9]
- 妻
  - ヒサヲ（1890年 - ?、広島、澤井秀斉の三女）[7]
  - とし子（1887年 - ?、北海道、小川晃邦の五女）[8]
- 長男[8]
- 二男[8]
- 三男[8]
- 五男[2]
- 長女・秋江（1909年 - ?、医学博士、土本重の妻）[2]
- 二女・ツギ子（1892年 - ?、陸軍中将、田辺松太郎の妻）[16]
- 四女[2]
- 五女[8]